# Модуль aifc (Python)
aifc — застарілий модуль Python, який підтримує читання аудіофайлів формату AIFF та AIFF-C.

## Функції модуля
open() — функція, яка відкриває вказаний аудіофайл попередніх 2 форматів.
getnchannels() — метод, який повертає кількість аудіоканалів, це 1 для моно та 2 для стерео.
getsampwidth() — метод, який повертає розмір окремих зразків у байтах.
getframerate() — метод, який повертає частоту дискретизації.
getnframes() — метод. який повертає кількість звукових кадрів у файлі.
getcomptype() — метод, який повертає масив довжиною 4, що описує тип стиснення в аудіофайлі.
getcompname() — метод, який повертає масив байтів, що можна перетворити на зрозумілий опис аудіофайлу.
getparams() — метод, який повертає namedtuple(), еквівалентний виводу методів get*().
getmarkers() — метод, який повертає список маркерів у звуковому файлі.
getmark() — метод, який повертає кортеж, який описується в getmarkers() для позначки ідентифікатором.
readframes() — метод, який повертає та читає наступні певні кадри з аудіофайлу.
rewind() — метод, який перемотує вказівник читання назад.
setpos() — метод, який дає змогу перейти до вказаного номера кадру.
tell() — метод, який повертає поточний номер кадру.
close() — метод, який закриває файл AIFF.
aiff() — функція, яка створює AIFF файл.
aifc() — функція, яка створює AIFF-C файл.
setchannels() — функція, яка дає змогу вказати кількість каналів у звуковому файлі.
setsampwidth() — функція, яка дає змогу вказати розмір аудіосемплів у байтах.
setframerate() — функція, яка дає змогу вказати частоту дискретизації в кадрах за секунду.
setnframes() — функція, яка дає змогу вказати кількість кадрів, які потрібно записати в аудіофайл.
setcomptype() — функція, яка дає змогу вказати тип стиснення.
setparams() — функція, яка дає змогу встановити всі параметри зразу.
setmark() — функція, яка дає змогу додати позначку з заданим ідентифікатором (більшим за 0) і заданим ім'ям у вказаній позиції.
tell() — функція, яка повертає поточну позицію запису у вихідний файл.
writeframes() — функція, яка дає змогу записати дані у вихідний файл.
writeframesraw() — функція, яка така сама, що й writeframes(), але заголовок аудіофайлу не оновлюється.
close() — функція, яка закриває AIFF файл.